# Општина Ошешти (Васлуј)
Ошешти (рум. Oşeşti) општина је у Румунији у округу Васлуј.
Oпштина се налази на надморској висини од 205 m.